# Jílovice, České Budějovice
Jílovice là một làng thuộc huyện České Budějovice, vùng Jihočeský, Cộng hòa Séc.